# Akodon aerosus
Akodon aerosus é uma espécie de roedor da família Cricetidae.
Pode ser encontrada nos seguintes países: Bolívia, Equador e Peru.